# Canton de Lamotte-Beuvron
Le canton de Lamotte-Beuvron est un ancien canton français situé dans le département de Loir-et-Cher et la région Centre.

## Géographie
Ce canton était organisé autour de Lamotte-Beuvron dans l'arrondissement de Romorantin-Lanthenay. Son altitude variait de 94 m (Yvoy-le-Marron) à 152 m (Souvigny-en-Sologne) pour une altitude moyenne de 133 m.

## Histoire
Lamotte-Beuvron devient chef-lieu de canton en remplacement de Chaumont-sur-Tharonne par arrêté du 3 brumaire an XI (25 octobre 1802).

## Représentation

### conseillers généraux de 1833 à 2015
| Période        | Période          | Identité                                                              | Étiquette           | Qualité |
| -------------- | ---------------- | --------------------------------------------------------------------- | ------------------- | --- |
| 1833           | 1848             | Martin Gaullier, dit Gaullier de Billy                                |                     | Ancien officier d'infanterie Propriétaire, maire de Chaumont-sur-Tharonne (1803-1852) |
| 1848           | 1849             | François Chevallier                                                   |                     | Marchand de laine, négociant, propriétaire Maire de Lamotte-Beuvron (1815, 1833-1837) |
| 1849           | 1867             | Edouard Bergeron d'Anguy                                              |                     | Conseiller référendaire à la Cour des comptes Maire de Nouan-le-Fuzelier (1842-1863), ancien conseiller d'arrondissement                                                                   |
| 1867           | 1871             | Ernest Forestier de Boinvilliers                                      |                     | Avocat à la Cour d'appel de Paris Maire de Lamotte-Beuvron (1853-1870, 1871-1874) |
| 1871           | 1874             | Edouard Lecouteux                                                     |                     | Professeur d'économie rurale Maire de Lamotte-Beuvron (1886-1893) |
| 1874           | 1884 (démission) | Éloy Ernest Forestier de Boinvilliers (père d'Ernest de Boinvilliers) | Droite              | Avocat au barreau de Paris, membre du Conseil d'État Député de la Seine (1849-1851) Sénateur (1864-1870) Conseiller municipal de Lamotte-Beuvron                                           |
| 1884           | 1886             | Pierre Basseville                                                     | Républicain         | Avocat à Orléans Maire de Nouan-le-Fuzelier (1871-1904) |
| 1886           | 1890 (décès)     | Valéry Thierry                                                        |                     | Notaire, adjoint au maire de Chaumont-sur-Tharonne, conseiller d'arrondissement |
| 1890           | 1892             | Pierre Basseville                                                     | Républicain         | Avocat à Orléans Maire de Nouan-le-Fuzelier (1871-1904) |
| 1892           | 1897 (démission) | Alphonse Baron Blanquet                                               | Républicain         | Propriétaire, agriculteur Maire de Vouzon (1892-1898), conseiller d'arrondissement |
| 1897           | 1916 (décès)     | Georges Martin                                                        | Rad.                | Docteur en médecine Conseiller municipal de Paris Sénateur de la Seine (1885-1891) Conseiller municipal de Chaumont-sur-Tharonne                                                           |
| 1916           | 1919             | siège vacant                                                          |                     | |
| 1919           | 1928             | Gaëtani Vrain                                                         |                     | Docteur en médecine à Paris |
| 1928           | 1940             | Paul Garnier                                                          | DVD                 | Ingénieur agricole, chef de cabinet du Ministre secrétaire d'Etat à l'Agriculture Membre de la Commission administrative départementale (1941-1943) Nommé conseiller départemental en 1943 |
|                |                  |                                                                       |                     | |
| 1945           | 1962 (décès)     | Paul Garnier                                                          | DVD                 | Ingénieur agricole |
| 7 octobre 1962 | 1970             | Marthe Garnier (épouse du précédent)                                  | SE                  | Secrétaire et collaboratrice de son époux Première femme élue au conseil général de Loir-et-Cher                                                                                           |
| 1970           | 1979 (démission) | Étienne Schricke                                                      | Gaulliste de gauche | Vétérinaire Adjoint au maire de Lamotte-Beuvron |
| 1979           | 2015             | Patrice Martin-Lalande                                                | RPR puis UMP        | Cadre administratif Député (1993-2017) Vice-président du Conseil général Maire de Lamotte-Beuvron (1982-2001)                                                                              |

### Conseillers d'arrondissement (de 1833 à 1940)
| Période | Période      | Identité                          | Étiquette          | Qualité |
| ------- | ------------ | --------------------------------- | ------------------ | --- |
| 1833    | 1839         | Jacques Barthélemy Darblay        |                    | Maitre de poste, aubergiste, cultivateur, maire de Nouan-le-Fuzelier                                        |
| 1839    | 1848         | Édouard François Bergeron d'Anguy |                    | Ancien conseiller à la Cour des Comptes, propriétaire, maire de Nouan-le-Fuzelier                           |
| 1848    | 1852         | Valéry Thierry                    |                    | Propriétaire à Chaumont-sur-Tharonne                                                                        |
| 1852    | 1853 (décès) | Isaac Jean Chevalier              | Républicain avancé | Agriculteur, maire de Lamotte-Beuvron                                                                       |
| 1853    | 1871         | Ernest Gaugiran                   |                    | Propriétaire à Chaon                                                                                        |
| 1871    | 1886         | Henri Gaullier (1808-1896)        |                    | Propriétaire, maire de Chaumont-sur-Tharonne                                                                |
| 1886    | 1886         | Valéry Thierry                    |                    | Agriculteur, adjoint au maire de Chaumont-sur-Tharonne                                                      |
| 1886    | 1892         | Baron Alphonse Blanquet           | Républicain        | Propriétaire à Vouzon                                                                                       |
| 1892    | 1901         | Auguste Vivier-Saint-Ange         |                    | Propriétaire, maire de Souvigny-en-Sologne                                                                  |
| 1901    | 1913         | Théodule Louart                   |                    | Médecin, conseiller municipal de Lamotte-Beuvron, Président du Conseil d'arrondissement                     |
| 1913    | 1919         | M. Sausset-Dumaine                | Radical            | Conseiller municipal de Chaumont-sur-Tharonne                                                               |
| 1919    | 1931         | Gustave Berthier                  | SFIO               | Propriétaire à Lamotte-Beuvron                                                                              |
| 1931    | 1937 (décès) | Narcisse Héaulé (1870-1937)       |                    | Vétérinaire à Lamotte-Beuvron, propriétaire à Saint-Viâtre                                                  |
| 1937    | 1940         | Robert Larrivière                 | PSF-PPF            | Industriel à Lamotte-Beuvron                                                                                |
| 1940    |              |                                   |                    | Les conseils d'arrondissement ont été suspendus par la loi du 12 octobre 1940 et n'ont jamais été réactivés |

## Composition
Le canton de Lamotte-Beuvron, d'une superficie de 388 km2, était composé de sept communes
.
| Nom                   | Code Insee | Intercommunalité            | Superficie (km2) | Population (dernière pop. légale) | Densité (hab./km2) |
| --------------------- | ---------- | --------------------------- | ---------------- | --------------------------------- | ------------------ |
| Chaon                 | 41036      | CC Cœur de Sologne          | 31,85            | 470 (2014)                        | 15                 |
| Chaumont-sur-Tharonne | 41046      | CC Cœur de Sologne          | 78,33            | 1 106 (2014)                      | 14                 |
| Lamotte-Beuvron       | 41106      | CC Cœur de Sologne          | 23,34            | 4 767 (2014)                      | 204                |
| Nouan-le-Fuzelier     | 41161      | CC Cœur de Sologne          | 85,49            | 2 343 (2014)                      | 27                 |
| Souvigny-en-Sologne   | 41251      | CC Cœur de Sologne          | 41,55            | 510 (2014)                        | 12                 |
| Vouzon                | 41296      | CC Cœur de Sologne          | 78,25            | 1 498 (2014)                      | 19                 |
| Yvoy-le-Marron        | 41297      | CC de la Sologne des Étangs | 48,92            | 624 (2014)                        | 13                 |

## Démographie

### Évolution démographique
| 1962  | 1968  | 1975  | 1982  | 1990  | 1999   | 2006   | 2011   | 2012   |
| ----- | ----- | ----- | ----- | ----- | ------ | ------ | ------ | ------ |
| 9 022 | 9 307 | 9 853 | 9 903 | 9 736 | 10 025 | 11 022 | 11 324 | 11 328 |

### Âge de la population
La pyramide des âges, à savoir la répartition par sexe et âge de la population, du canton de Lamotte-Beuvron en 2009 ainsi que, comparativement, celle du département de Loir-et-Cher la même année sont représentées avec les graphiques ci-dessous.
La population du canton comporte 48,5 % d'hommes et 51,5 % de femmes. Elle présente en 2009 une structure par grands groupes d'âge légèrement plus âgée que celle de la France métropolitaine. 
Il existe en effet 78 jeunes de moins de 20 ans pour cent personnes de plus de 60 ans, alors que pour la France l'indice de jeunesse, qui est égal à la division de la part des moins de 20 ans par la part des plus de 60 ans, est de 1,06. L'indice de jeunesse du canton est également inférieur à celui  du département (0,83) et à celui de la région (0,95).
| Hommes | Classe d’âge | Femmes |
| ------ | ------------ | ------ |
| 0,8    | 90 ans ou +  | 2,0    |
| 9,2    | 75 à 89 ans  | 12,6   |
| 15,8   | 60 à 74 ans  | 16,5   |
| 21,6   | 45 à 59 ans  | 19,8   |
| 20,0   | 30 à 44 ans  | 19,3   |
| 14,4   | 15 à 29 ans  | 13,1   |
| 18,3   | 0 à 14 ans   | 16,7   |

| Hommes | Classe d’âge | Femmes |
| ------ | ------------ | ------ |
| 0,5    | 90 ans ou +  | 1,5    |
| 8,8    | 75 à 89 ans  | 12,1   |
| 15,4   | 60 à 74 ans  | 16,1   |
| 21,2   | 45 à 59 ans  | 20,5   |
| 19,6   | 30 à 44 ans  | 18,7   |
| 15,9   | 15 à 29 ans  | 14,3   |
| 18,6   | 0 à 14 ans   | 16,8   |